# 아르주나야나족
아르주나야나족, 아르주나바나족, 아르주나바나카족 또는 아르주나야나카족은 펀자브나 라자스탄주 북동부에 위치했던 고대 공화젇 부족이었다. 그들은 숭가 제국 시기( 185 – c. 73 BCEc.)에 정치적인 세력으로 부상했다. 사무드라굽타( 335 – c. 380 CEc.)의 알라하바드 기둥 비문에서 아르주나야나는 굽타 제국과 국경을 접하는 자치 정치 공동체 중 사무드라굽타의 종주권을 수락한 부족으로 언급된다. 그들은 또한 바라하미히라의 브리핫 삼히타(서기 6세기)에도 언급되어 있다. 붓다 프라카시 박사에 따르면, 아르주나야나는 차나키야의 저서인 아르타샤스트라에서 프라주나카로 언급되어 있으며 이 책은 또한 그들을 인도의 북부 지역에 위치시켰다. 빈센트 아서 스미스는 그들의 공화국을 현재 라자스탄주의 알와르와 바라트푸르 주에 위치시켰지만, R. C. 마줌다르는 이 견해를 부인했다. 그들은 기원전 4세기부터 아프가니스탄의 문헌 자료에 언급되었고, 기원전 3세기 알렉산드로스의 침략 이후에는 서기 4세기까지 아그라, 마투라, 하리아나 남부 지역에서 그들의 주화가 발견되었다.

## 기원
아르주나야나족의 기원은 모호하다. 문헌적 증거에 따르면, 아르주나바는 파니니 (기원전 600년경 ~ 기원전 400년경)의 가나파타 (IV.2.127 dhuma-aday-ah)에서 지리적 용어로 언급된다. 발굴된 고고학적 증거에 따르면, 그들은 알렉산드로스 대왕의 침략 이후에 역사에 처음 등장했으며, 기원전 2세기 또는 1세기에 속하는 그들의 주화로 처음 입증되었다. 아르주나바나는 아르주나바에서 파생되었다. 아르주나야나는 아르주나바나 또는 아르주나바야나와 같다. 아르주나바나는 아르주나와 나바 (젊은, 현대의 또는 ~에서 유래한)의 합성어인 아르주나바에서 파생된 것으로 여겨진다.

### 그리스어 자료
그리스인 연대기 작가 아리아노스는 아리가이움 또는 아리가이온/아리가이온이라고 불리는 도시를 언급하며, 이 도시는 쿠나르주와 판지코라강 계곡 사이의 길을 지배했으며 아프가니스탄 북동부에 있었다. 이곳은 캄보자 지역이었고 아리아노스가 인도 야만인이라고 부른 아슈바카족 부족 (아슈바카)의 서식지였다. 이 사람들은 기원전 327년에 알렉산드로스에게 거센 저항을 했고, 알렉산드로스의 우월한 병력에 비해 요새 방어가 어려워지자 아리가이움/아리가이온 주민들은 도시를 버리고 불을 지르고 산악 요새로 후퇴했다. 알렉산드로스는 대부분의 아리가이온 사람들 (아리가이온 주민들)이 모여 있던 산악 요새로 병력을 이끌었다. 지형이 험난하고 아스파시안 인도인들이 이 지역의 다른 야만인들과 달리 이웃보다 훨씬 강했기 때문에 아리가이온 아스파시안들과의 힘든 전투가 벌어졌다. 프톨레마이오스는 마케도니아군이 약 40,000명을 포로로 잡았고, 그 중 23,000명 이상을 알렉산드로스가 가장 정예로 뽑아 마케도니아로 보냈다고 기록했다. V. S. 아가르왈라 박사와 같은 학자들은 아리아노스의 아리가이움 또는 아리가이온을 산스크리트어 이름인 아르주나바와 동일시했으며, 이 이름은 파니니의 가나파타와 카시카에도 언급되어 있다. 만약 V. S. 아가르왈라 박사와 같은 학자들의 해석이 정확하고 카시카 또는 파니니의 가나파타에 있는 "아르주나바"가 실제로 아리아노스의 "아리가이움/아리가이온"이라면, 아르주나야나의 가능한 기원을 추측할 수 있다. 아리가이온 (아르주나바) 도시에 거주하던 아스파시안 사람들은 아마도 아르주나바나스, 아르주나바야나스 또는 아르주나야나스 (아르주나바에서 유래)로 알려졌을 것이다.

### 인도어 자료
산스크리트어 아르주나야나의 변형은 아르주나야나카로 증명된다. 차나키야의 아르타샤스트라 (기원전 200년경 ~ 서기 300년)는 프라주나카라는 나라를 간다라와 함께 언급하며 그들의 광대, 장인, 전문 가수 및 배우를 언급한다. 간다라는 위대한 고대 문화 중심지였으므로, 간다라와 함께 언급되고 간다라와 유사한 문화적 특성을 가진 것으로 증명된 프라주나카는 또한 간다라 근처에 위치했을 것이다. 아르타샤스트라의 프라주나카는 일부 학자들에 의해 산스크리트어 아르주나야나카 (아르주나야나)의 변형으로 여겨져 왔다. 이것이 맞다면, 서기 4세기 국가 운영에 관한 문헌은 아르주나야나 (아르주나바나)를 간다라의 가까운 이웃으로도 증명하며, 이는 스와트/쿠나르 계곡의 아리가이온 (아르주나바) 주민들을 암시할 수 있다.

### 아리가이온인의 분산과 이주
기원전 326년 알렉산드로스 대왕의 고대 마케도니아인 군대에 의해 심각한 패배를 당한 후, 아리가이온인들의 일부는 스와트구와 쿠나르 계곡 사이의 오래된 거주지를 떠나 펀자브강을 건너 펀자브와 그 너머로 이동하여 알렉산드로스의 추가 박해를 피했을 것으로 추론할 수 있다. 3세기 불교 탄트라 문헌인 공작명왕은 야크샤 아르주나가 관장하는 아르주나바나라는 지명을 증명한다. 같은 문헌은 또한 두료다나가 수그 고대 봉분 (현대 야무나가르의 수그)의 수호 야크샤였다고 말한다. 공작명왕을 기반으로, 불교 문헌의 아르주나바나라는 지명이 수르가나 (하리아나의 야무나가르) 근처 어딘가에 있었을 것으로 추측된다. 그것은 델리-자이푸르-아그라 지역이 형성하는 삼각형 내부 어딘가에 위치했을 것으로 추정된다. 아리가이온 (아르주나바)에서 분리된 집단이 알렉산드로스의 압력으로 남동부 펀자브와 라자스탄으로 이동하여 정착했으며, 그들은 아마도 새로 발견한 영토의 정치 본부를 아르주나바나 (아르주나바에서 유래)라고 명명했을 가능성이 있다. 이 이름은 4세기 공작명왕 불교 탄트라 문헌에서 언급된다. 존 페이스풀 플리트는 주화의 아르주나야나를 고대의 하이하야 부족의 카르타비리야 아르주나의 후손인 칼라추리 왕조와 동일시했다. 그러나 붓다 프라카시 박사와 같은 일부 학자들은 아르주나야나족을 판다바 영웅 아르주나와 연결시키고 싶어 한다.

## 아르주나야나의 주화
아르주나야나 주화의 발견지는 그들의 영토가 델리-자이푸르-아그라가 형성하는 삼각형 내에 있었음을 나타낸다. 아르주나야나 주화는 야우데야 주화와 유사하며, 이는 그들의 동시대성을 보여준다. 여러 종류가 있다. 한 유형에서는 앞면에 황소가 있고 뒷면에 서 있는 여신이 있다. 다른 유형에서는 앞면에 난간이 있는 나무 앞에 황소가 서 있고, 뒷면에는 링가 상징을 향하고 "아르주나야나자야"라는 글자가 있는 또 다른 황소가 있다. 세 번째 유형은 앞면에 황소가 있고 뒷면에는 팔 끝에 타우린 상징이 있는 스와스티카와 나뭇가지 또는 야자나무 잎, 그리고 "자나야나"라는 글자가 있다. 이 주화들은 이 사람들이 시바 신의 숭배자들이었음을 보여준다. 시바는 북쪽의 신이자 아슈바카족의 땅의 신이었다는 것이 그리스인 연대기 작가들에 의해 증명되었다. 아리아노스의 아리가이움/아리가이온을 학자들이 제안한 산스크리트어 아르주나바와 해석함으로써, 아르주나야나의 가능한 기원과 혈통은 스와트/쿠나르 계곡 지역의 아리가이온 (아르주나바)으로 거슬러 올라가고 인도 문헌의 아슈바카와 연결될 수 있다. 아르주나야나처럼 아슈바카 (아스파시오이와 아사케노이)도 그리스인 연대기 작가들에 의해 증명된 공화국 부족이었다. 아슈바카족은 고대 캄보자의 일부로 여겨진다. 그들은 파니니에 의해 아슈바야나와 아슈바카야로 언급된다. 아르주나야나족이 시바 신의 숭배자들이었다는 점 또한 스와트/쿠나르 계곡, 즉 아슈바카족의 땅과의 가능한 연결을 암시한다.

## 아르주나야나와 아르주나
2세기 주화 증거는 아르주나야나족과 야우데야가 이웃 부족이며 야바나, 사카, 팔라바, 그리고 나중에 쿠샨 제국과 같은 외래 침략자들에 대한 공동 전투에 협력했음을 증명한다. 따라서 일부 사람들은 아루자야나와 야우데야가 동맹 관계이거나 관련 부족이었을 수 있다고 추측한다. 마하바라타의 아디 파르바는 야우데야를 판다바인 유디슈티라의 아들로 언급한다. 이러한 언급을 바탕으로, 이 학자들은 야우데야가 유디슈트라의 아들인 야우데야의 후손이라고 추측했다. 그리고 마찬가지로, 아르주나야나족도 판다바 영웅 아르주나의 후손이었을 것이라고 추측했다. 이 견해는 순전히 신화적이며 시대착오적이다. 야우데야는 완전한 부족으로서 카우라바의 편에서 쿠루크셰트라 전쟁에 참여했다, 그들은 판다바의 적이었다. 또한, 쿠루크셰트라 전쟁 이전에 야우데야는 시비족, 트리가르타족, 라자냐, 마드라족, 케카야족, 암바스사족, 카우쿠라족 등 다른 펀자브 지역 부족들과 함께 판다바의 라자수야 의식에 참여하여 유디슈트라에게 공물을 바쳤다. 따라서 야우데야가 판다바 유디슈트라의 아들인 야우데야의 후손이라는 주장은 전혀 근거가 없다. 마찬가지로 아르주나야나족이 판다바 영웅 아르주나의 후손이었을 것이라는 추측도 전혀 근거가 없다. 이것들은 나중에 야우데야와 아르주나야나를 영웅적인 판다바 혈통에 연결시키기 위해 만들어진 단지 환상적인 신화로 보인다. 아르주나야나는 마하바라타, 라마야나 또는 어떤 베다 텍스트에도 언급되지 않는다. 야우데야는 파니니의 아유다지비 상가 목록에 언급되어 있지만, 아르주나야나는 그러한 언급을 찾을 수 없다. 차나키야의 아르타샤스트라의 프라주나카가 아르주나야나(또는 아르주나야나카)와 동일하다는 것도 단순한 추측일 수 있다. 따라서 아르주나야나/아르주나바나 또는 아르주나야나카는 모든 가능성에서 알렉산드로스 이후의 현상이며, 이 민족은 쿠나르/스와트 계곡의 아리가이온 (아르주나바) 지역에서 온 도망자였을 가능성이 매우 높다.

## 알라하바드 기둥 비문의 아르주나야나족
아르주나야나족의 영토는 굽타 제국과 국경을 접하고 있었다. 그들은 사무드라굽타( 335 – c. 380 CEc.)의 알라하바드 기둥 비문에 기록되어 있으며, 말라바족, 야우데야, 마드라카, 아비라, 프라르주나, 사나카니카, 카카, 카라파리카 및 기타 부족과 함께 언급된다. 그들은 서기 335년경 사무드라굽타에게 정복되어 굽타 제국에 편입된 것으로 여겨진다.

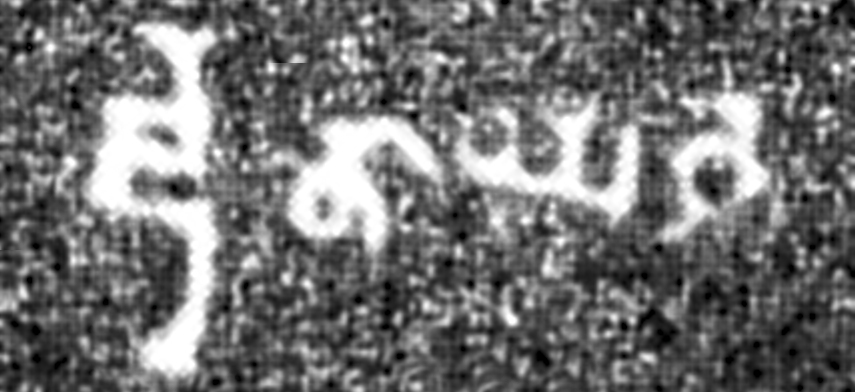
사무드라굽타의 알라하바드 기둥 비문에 있는 "아르주나야나".

(22–23행) "(사무드라굽타, 그의) 강력한 통치는 말라바족, 아르주나야나족, 야우데야족, 마드라카족, 아비라족, 프라르주나족, 사나카니카족, 카카족, 카라파리카족 및 기타 (부족)들이 모든 공물을 바치고, 명령을 집행하고, 사마타타, 다바카, 카마루파, 네팔라 및 카르트리푸라 등의 변경 통치자들이 복종하기 위해 (그의 궁정을) 방문함으로써 촉진되었다."— 사무드라굽타의 알라하바드 기둥 비문 제22-23행(서기 350-375년).

## 같이 보기
- 야우데야
- 마드라족
- 아슈바카족
- 캄보자
- 야두
- 자트족